# تواني ليموس
تواني ليموس راموس (مواليد 19 يناير 1991) هي لاعبة كرة قدم برازيلي محترفة تلعب كمدافعة مع نادي العلا في الدوري السعودي الممتاز للسيدات ومنتخب البرازيل.

## المسيرة الكروية
في فبراير 2012، انضمت تواني إلى Kindermann.
في يناير 2016، انتقلت إلى فيروفياريا.
عادت تواني إلى كيندرمان في عام 2017، وساعدت الفريق في الوصول إلى نهائيات دوري الدرجة الأولى لعام 2020، حيث احتلوا المركز الثاني. وبعد مرور عام شاركت في بطولة كوبا ليبرتادوريس للسيدات 2020 مع النادي.
في يناير 2022، أعلن جريميو عن التعاقد مع تواني من كيندرمان. في 7 ديسمبر 2022، جدد النادي عقده لموسم آخر. في 13 سبتمبر 2023، أعلن جريميو رحيل تواني.
في 31 أكتوبر 2023، انضمت تواني إلى نادي العلا في دوري الدرجة الأولى السعودي للسيدات و كانت هذه أول مرة تلعب خارج البرازيل. وسجلت 5 أهداف في 12 مباراة خاضتها، بما في ذلك هدفين في نصف النهائي ضد الأمل، مما ساعد النادي على الوصول إلى النهائي، وتأمين الصعود، وفي النهاية الفوز بالبطولة.

## المسيرة الدولية
تمثل تواني البرازيل على مستوى الشباب، حيث تلعب ضمن صفوف منتخبي تحت 17 وتحت 20 سنة. كما تم اختيارها ضمن القائمة النهائية لمنتخب البرازيل لبطولة أمريكا الجنوبية للسيدات تحت 17 سنة 2008 وكأس العالم للسيدات تحت 17 سنة 2008 FIFA.
في فبراير 2017، تم استدعاؤها إلى المنتخب البرازيلي الأول لمعسكر تدريبي.
مثلت المنتخب الوطني الجامعي البرازيلي في دورة الألعاب الجامعية في أعوام 2013 و 2015 و 2017.

## الأوسمة
البرازيل تحت 17 سنة
- بطولة أمريكا الجنوبية للسيدات تحت 17 سنة
  -  الوصيف: 2008

الألعاب الجامعية البرازيلية
- الألعاب الجامعية الصيفية
  -  الفائز: 2017
  -  المركز الثالث : 2013

كيندرمان/أفاي
- البطولة البرازيلية لكرة القدم للسيدات، الدوري الإيطالي الدرجة A1
  -  الوصيف: 2014، 2020
- بطولة كاتارينينسي لكرة القدم النسائية
  -  الفائز: 2018، 2019، 2021
- كأس البرازيل لكرة القدم النسائية
  -  الفائز: 2015

جريميو
- Campeonato Gaúcho de Futebol Feminino
  -  الفائز: 2022
  -  الوصيف: 2023
- Supercopa do Brasil de Futebol Feminino
  -  الوصيف: 2022

العلا
- الدوري السعودي للسيدات الدرجة الأولى
  -  الفائز: 2023–24

## روابط خارجية
- تواني ليموس على الأرشيف الرياضي العالمي

- Tuani Lemos at FBref.com
- Tuani at Sofascore
- Tuani Lemos at Player Maker Stats
- Tuani at Soccerdonna